# USS Dunlap (DD-384)
«Данлеп» (англ. USS Dunlap (DD-384) — військовий корабель, ескадрений міноносець типу «Мехен» військово-морських сил США за часів Другої світової війни.
«Данлеп» був закладений 10 квітня 1935 року на верфі United Shipyards, Inc. у Стейтен-Айленді, де 18 квітня 1936 року корабель був спущений на воду. 12 червня 1937 року він увійшов до складу ВМС США.

## Історія служби

### 1944
19 квітня 1944 року «Данлеп» взяв участь у повітряно-морській військовій операції з бомбардування авіаносною авіацією союзників (оперативні групи 69 та 70) важливих цілей — об'єктів нафтової промисловості — на окупованій японськими військами території острову Сабанг (північніше Суматри).
6 травня 65-та оперативна група Східного флоту під командуванням адмірала Дж. Сомервілля вийшла з Тринкомалі й попрямувала в бік Голландської Ост-Індії. Одночасно 66-та оперативна група віцеадмірала А. Пауера вийшла з Коломбо для проведення узгодженого удару по японських позиціях за планом операції «Трансом».